# أوفتية
الأوفتية (باللاتينية: Oftia) هو جنس نباتي يتبع الفصيلة الغدبية من رتبة الشفويات.

## أنواع جنس الأوفتية
يحتوي هذا الجنس من النبات على ثلاث أنواع فقط:
- أوفتية أفريقية (باللاتينية:  Oftia africana)
- أوفتية ملتفة (باللاتينية:  Oftia revoluta)
- أوفتية ملساء (باللاتينية:  Oftia glabra)